# Manuel Pérez Vila
Manuel Pérez Vila, (Gerona, España, 3 de septiembre de 1922 - Caracas, Venezuela, 8 de mayo de 1991) fue un historiador y profesor hispano-venezolano.